# Image Composite Editor

Golden Gate Bridge, erstellt mit Microsoft Image Composite Editor

Microsoft Image Composite Editor (ICE) ist ein Programm von Microsoft Research zum Erstellen von Panorama-Bildern (englisch "stitching") aus mehreren überlappenden Einzelaufnahmen oder aus einem Film. Das Programm konnte kostenlos heruntergeladen werden und stand zuletzt in der aktuellen Version 2.0.3 für alle Microsoft-Windows-Versionen seit Vista zur Verfügung. Die Vorgängerversion 1.4.4 unterstützte auch noch Windows XP.
Das Projekt wurde jedoch seitens Microsoft eingestellt und der Download wurde ebenfalls eingestellt. Die Version 2.0.3 kann nur noch aus Webarchiven heruntergeladen werden. Das zugehörige Forum wurde geschlossen, steht derzeit noch für Lesezugriffe zur Verfügung.

## Funktionen
- Automatisches Zusammenfügen der Einzelbilder mit Empfehlung eines Projektionsverfahrens.
- Diverse Projektionsverfahren auswählbar, wie perspektivisch, sphärisch, zylindrisch usw.
- Berücksichtigt unterschiedliche Kamera-Bewegungen wie Verschiebung und Drehung.
- Importiert auch Fotos mit 16 Bit pro Farbkomponente (statt der üblichen 8), z. B. als TIFF oder PNG-Datei oder auch in einigen Rohdatenformaten ("raw"). Das vermeidet u. U. Posterisation ("banding"), beim Anpassen der Helligkeiten von Einzelbildern während des Kompositions-Prozesses.
- Panoramen aus einem Video erstellen (seit ICE Version 2).
- Automatische Überblendung zwischen unterschiedlich belichteten Einzelbildern. Hierfür wird ein spezieller Algorithmus von Microsoft Research verwendet.
- Automatische Korrektur von Vignettierung.
- Automatische oder manuelle Beschneidung des fertigen Panoramas.
- Wahlweise automatische Vervollständigung fehlender Bildteile (insbesondere bei Himmel, Wolken, Gras, Straße usw.)
- Beliebig große Panoramen.
- Profitiert von einem 64-Bit-Betriebssystem und mehreren Prozessorkernen.
- Ausgabe in diversen Formaten:
  - TIFF, JPEG, PNG usw.
  - Photoshop Document (PSD)
  - DZI-Dateien (XML-basiertes Format für Microsofts Deep Zoom und HD View, enthält Kacheln in mehreren Auflösungen zum Betrachten extrem großer Bilder)
- Hochladen auf Microsoft Photosynth

Im Gegensatz zu anderen Panorama-Erstellprogrammen, wie dem quelloffenen Hugin und diversen kommerziellen Programmen, beherrscht ICE derzeit noch keine Entfernung von Geisterbildern ("de-ghosting"), die entstehen, wenn sich bewegende Objekte in unterschiedlichen Positionen auf mehreren Einzelbildern erscheinen und beim Zusammenfügen dann mehrfach oder halbtransparent im fertigen Panorama zu sehen sind. Auch gibt es keine Eingriffsmöglichkeit, z. B. durch Wahl entsprechender Stützpunkte oder durch manuelles Positionieren, falls der Kompositions-Automatismus einmal versagen sollte. Die automatische Überblendung zwischen den Einzelbildern lässt sich ebenfalls nicht abschalten, was aber in der Praxis selten nötig wäre.

## Unterstützung
Das Programm wird kostenlos und ohne offizielle Unterstützung angeboten, es gibt aber ein entsprechendes Entwickler- und Anwender-Forum für Informationen und Fragen.

## Externe Verweise
- Microsoft Research ICE
- Forum
- Windows Live Photo and Video Blog - Official Windows Live Photo Gallery team blog